# مسجد حوض معجردار
يقع مسجد حوض معجردار في مشهد على الطرف الجنوبي لشارع نواب الصفوي، زاوية نواب صفوي9 على بعد مائة متر من الحرم الرضوي المطهر مقابل مشروع ضامن. يقع الأثر المذكور في إحداثيات 36 درجة و17 دقيقة و95 ثانية و59 درجة و 37 دقيقة و15 ثانية في السياق الحضري لمدينة مشهد. إن وجود المبنى اليوم عند تقاطع طريقين سريعين مهمين يضاعف من أهمية الوجود المادي له، وخاصة أن نوع استخدام البناء وقدمه التاريخي لهما العديد من القيم الروحية والعمرانية للنسيج المحيط بالحرم الرضوي المطهر.

## التاريخ وسبب التسمية
وفق نص كتاب مشهد في بداية القرن الرابع عشر الشمسي والمعروف بتقرير مدرسة شاهبور في الصفحة 110 والذي كُتب في عام 1313 شمسي (الموافق 1944 ميلادي):
يعتبر هذا المسجد من أبنية الفترة الصفوية ويقع على خزان ماء قريب من بوابة أسفل الشارع على الجانب الجنوبي من شارع الصفوي. كما يوجد كتيبة بخط الثلث على قاعدة إيوان هذا المسجد مكتوبة بخط علي رضا عباسي وهذا يدل على أنه قد بُني في عهد الشاه عباس الثاني بأمر من الوزير خواجه بيك.
ميرزا علي اصغر الحسيني هو ابن الراحل جمال الدين ميرزا أحد السادات ومن نسل علماء جبل عامل اللبنانيين الذين تمت دعوتهم من قبل الشاه عباس الأول الصفوي إلى دار السلطنة في أصفهان، وقد كانت عائلة الحسيني في الحرم الرضوي المطهر تخدم دائماً في النوبة الثانية للعتبة الرضوية المقدسة. بعد وفاة والد ميرزا علي اصغر الحسيني في اصفهان سكن بجوار الحرم الرضوي في مشهد المقدسة. في عام 1253 قمري قام ميرزا علي أصغر الحسيني بإعادة بناء مسجد حوض رباط القديم العائد للعصر الصفوي والذي كان يقع على خزان ماء. إضافة إلى ذلك قام ببناء دكانين متصلين بالمسجد. ثم قام بوقف الدكانين الموجودين على الجهة الجنوبية للشارع السفلي وعلى مسافة مائة متر من الحرم الرضوي المطهر- بجهة مسجد الفيل- لأولاده. الجدير بالذكر أنّ هذه الاحداث قبل 183 عام المصادف للرحلة الحربية لمحمد شاه القاجاري للاستيلاء على هرات. يوجد في الجزء السفلي من بناء هذا المسجد خزان ماء مبني عليه خزان كبير وفريد من نوعه. في الماضي كان المصدر الوحيد لمياه الشرب لجميع سكان الشارع السفلي. وكان منزل ميرزا علي أصغر الحسيني السكني يقع في الجهة الشمالية لأسفل الشارع (بايين خيابان)  أمام مسجد صدر الإشارة.
وفي عصور مختلفة عُرف هذا المسجد بثلاثة أسماء: الأول: مسجد رباط، الثاني: مسجد حوض معجردار، والثالث: مسجد صاحب الزمان.
الاسم الأول: مسجد الرباط
قبل مائتي عام، كان مسجد الرباط يقع بجوار إحدى أهم محطات طريق الحرير. إنّ كثرة النُّزُل في المنطقة هي حكاية حيّة واقعية للغاية لتلك الأيام في مشهد. تقع البوابة الشرقية لمدينة عند تقاطع ثلاثة طرق هي هرات - تبريز – مرو على طريق الحرير. وبحسب وثائق الوقف، فإن الاسم الأصلي لهذا المسجد كان رباط أو حوض رباط، ويقع هذا المسجد بالقرب من حرم الإمام الرضا وفي محيطه استراحات زوار (نُزُل) كبيرة حيث يتيح هذا المسجد إمكانية وصول زائرين ومجاورين الامام الرضا إلى الماء النظيف والمكان المناسب لإقامة فريضة الصلاة. لقد كان مسجد رباط القديم بمثابة استراحة لرفاهية وسكينة المصلّين المكونين من زائري ومجاوري الامام الرضا. تماماً كما يُستفاد من كلمة رباط.
الاسم الثاني: مسجد حوض معجردار
في العصور التالية لا يزال هذا الخزان الكبير يتذكر نقش خطوات الرجال الذين يرتدون ملابس سوداء بحثاً عن الرزق الحلال، حيث كانوا يتحركون بسرعة ممسكين بالأواني والسطل والدلو على درجات مخزن الماء. إن آثار أقدام هؤلاء الرجال الذين لا يعرفون الكلل مثل زهرة على درجات خزان مياه مسجد حوض معجردار.  كان يُطلق على هؤلاء الرجال اسم ساحبي الماء وبائعي الماء. في ذلك الزمن كان نذر الماء من نذور المحتاجين، كان السقّا يقدّم كأس ماء بارد للزائر وأهل السوق ويسمع الصلوات على الحسين.
أمام مدخل هذا المسجد الذي يقع في الجهة الجنوبية من الشارع يتم تركيب بركة للوضوء. لذلك كان الخيّرون وأصحاب لحاجات يدفعون مبلغاً من المال للسقّا بعنوان نذر الماء بهدف المساعدة على راحة المصلين في الوضوء.
يملأ السقّا البركة الواقعة أمام المسجد بالماء البارد كل يوم حتى يتمكن المصلون من الحصول على الماء النظيف للتطهير دون تحمّل آلام نزول سلّم المسجد. كانت المياه داخل البركة محمية من تلوث الأطراف المحيطة بها بسياج شبكي خشبي أخضر. كان هذا السور يُفتح للوضوء أثناء الصلاة. لهذا السبب عُرف هذا المسجد باسم حوض معجردار.
ثالث اسم: مسجد صاحب الزمان
في عام۱۳۷۴ قمری/1334شمسي طلب أحد مصلي هذا المسجد الذي كانت له حاجة، وبإذن من متولي المسجد ومجلس أمنائه الميرزا علي فندرسي أن يقوم بإعادة بناء المسجد بالكامل. لذلك وبعد 120 عام سيعاد ترميم وبناء هذا المسجد للمرة الأخيرة وعلى حساب هذا المصلي. في هذا الوقت وبناءً على رؤيا صادقة تم تزيين اسم المسجد بمسجد صاحب الزمان. الاسم الجديد مسجد صاحب الزمان موجود على النقش الحجري في هذا المبنى.

## نوع الملكية

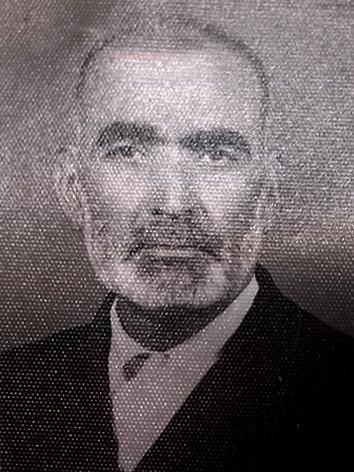
میرزا علی آقا فندرسی

في  عام ۱۲۵۳ هجری قمری وبعد أن قام میرزا علي أصغر الحسیني بإعادة بناء مسجد الرباط وقف عليه دكانين من المحلات المتصلة بالمسجد في عام 1320 تم تشكيل ملف الوقف لهذه الموقوفة بالرقم (م-۱۲۹) ۳۱-559 في إدارة أوقاف مشهد. يعود خزان المياه في هذا المسجد للعهد الصفوي. كما أن إدارة خزان المياه هذا والمحافظة عليه تقع على عاتق أولاد ميرزا علي أصغر الحسيني. بعد وفاة الميرزا علي أصغر الحسيني أوكل الواقف إلى الأبناء الذكور الأكبر والأعقل والأفهم.
وبحسب الوثائق فإن آخر متولي لهذه الأوقاف والمنصوب لتولي هذا الأثر هو الميرزا علي أقا فندرسي ابن الميرزا محمد من أولاد ميرزا علي أصغر الحسيني.
الجدير بالذكر أن هذا المسجد وعبر مراحل تاريخية قد تم إعادة بنائه وتجديده بشكل كامل عدة مرات. لم يتغير المخطط الرئيسي للمسجد أبداً، وبحسب العرف والشريعة في تجديد وإعادة بناء المساجد، يجب أن يكون هناك دائماً جدار مقابل للقبلة وجدار خلف القبلة حيث لم يبقى منهما شيء يذكر، وبقايا آثار المحراب وأثر الجدار الذي ظهره للقبلة يبقى لسببين، الأول ليتيسّر تحديد حدود المسجد بسهولة، والثاني في حال كان المسجد يخضع لعمليات إعادة الإعمار فلا يتعرض للتلوث وعدم الطهارة، والمحافظة على قداسة بيت الله.

## مواصفات الأثر
تم تسجيل مسجد حوض معجردار الذي يعود تاريخه إلى الفترة الصفوية- القاجارية في محافظة خراسان الرضوية، مشهد، شارع نواب صفوي، الجهة الجنوبية الغربية لتقاطع شارع نواب صفوي وشارستان رضوي في قائمة الآثار الوطنية بالرقم 31435 بتاريخ 1/12/1394.
المواصفات المعمارية لمسجد حوض معجردار:

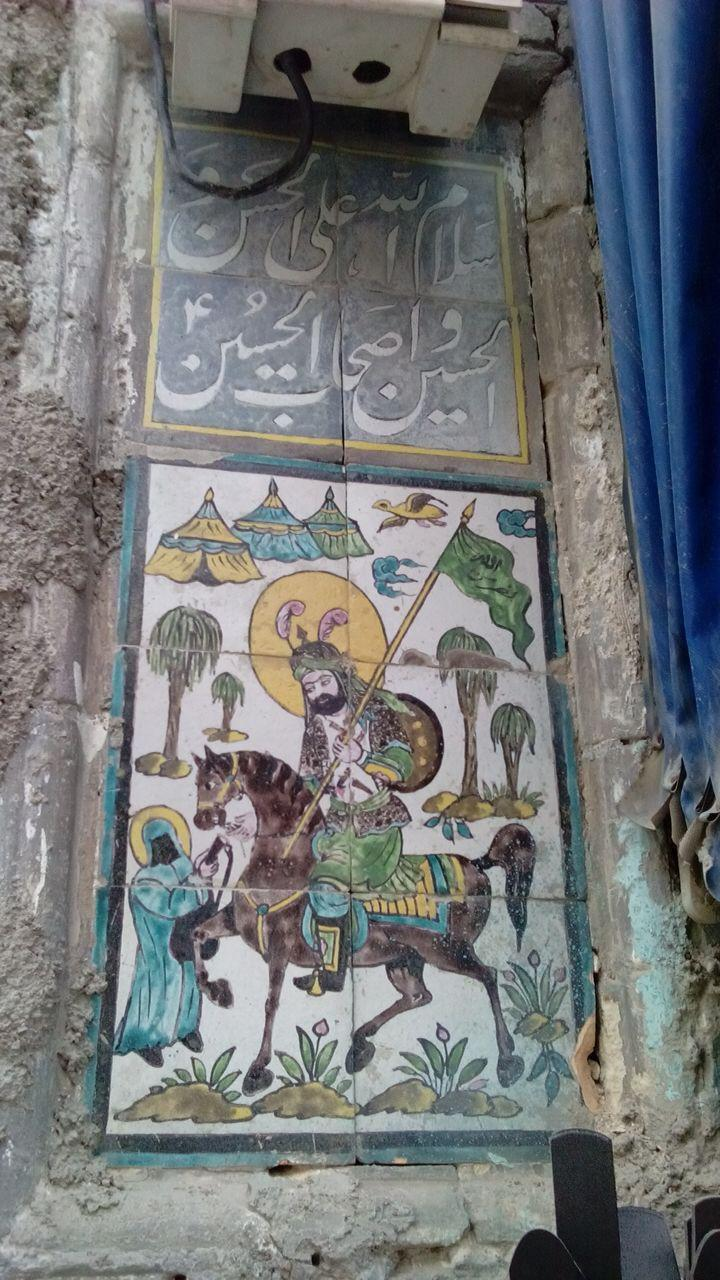
تبلیط المسجد

كان هذا المسجد فريداً من نوعه بالنظر إلى آثاره القديمة وله سمات العمارة الإسلامية الفريدة. وبحسب رأي أحد الخبراء في هندسة المساجد الإيرانية، فإن مخطط هذا المسجد مشابه لمسجد أزغد الجامع التاريخي في جنوب غرب مشهد. ولجيهما العديد من أوجه التشابه والتقارب. فكلا المسجدين لديهما منضدة للدخول. من ناحية أخرى يمكن رؤية تأثير فكر وثقافة جبل عامل في  النوافذ الكبيرة  والمتعددة والتي توجه الضوء الطبيعي من جهة القبلة إلى داخل المسجد.
   يتميز بناء المسجد بميزة خاصة من حيث أنه يقع على خزان مياه من العهد الصفوي. من ناحية أخرى فإن هذه الميزة تنظم ظروف درجات الحرارة في المواسم المختلفة في تخزين المياه، كما أنها سبب في خلق ظروف التخميد في حالات الاهتزازات الديناميكية والثابتة على الجسم، بمعنى آخر فإن قوة التخميد في هذا البناء عالية جداً (بالطبع عندما يحتوي الخزان على ماء). موقع المسجد على حوض خزان الماء لحوض معجردار، جعل في الواقع لهذين البناين عمل مكمل مع بعضهما البعض. فمن جهة فإن ماء الخزان يلبي حاجة المصلّين من الماء، ومن جهة أخرى يعتبر المسجد في الحقيقة هو السقف الثاني لخزان الماء، والذي بدوره يحول دون سقوط أشعة الشمس مباشرة على سطح خزان الماء وبالتالي يمنع ازدياد درجة حرارته. كما حالت دون تسرب مياه الأمطار والنفايات البيئية السائلة إلى الخزان. لقد تسبب وجود المصلين في صحن المسجد الذي يعتبر سطحاً للخزان في اكتشاف أيّة أضرار قد تصيب الخزان سريعاً من قبيل الثقوب والشقوق وإصلاحها بشكل فوري.  كما أنّ وزن هيكل المسجد على الخزان قد منع من اهتزاز الخزان بشكل شديد عند حدوث الزلازل كما منع التشقق في طبقات جدار الخزان.
كما تسبب وجود مسجد حوض معجردار بجانب الطريق السريع الرئيسي (أسفل الشارع) في إنشاء مدخل هام للمبنى، والذي يقع في الحد الفاصل بين الصحن (شبستان) ومعبر المشاة. إن الوصول إلى المدخل الرئيسي يتم من خلال ثلاثة أبواب رئيسية للمسجد. المساحة الأصلية للمسجد بعد بوابة الدخول تصل إلى الصحن الرئيسي بمساعدة ثلاثة أبواب. لم يتم تصميم مدخل رئيسي للمسجد في عمليات إعادة البناء اللاحقة. يحتوي القسم الداخلي للصحن (شبستان) على صف واحد من الأعمدة المنفردة ولم يؤخذ بعين الاعتبار نظام هندسي محدد لتموضع الأعمدة. النهج التصميمي للمبنى  وكذلك جهة استقراره بحيث أنه يتم استخدام جانب القبلة وجانب المدحل فقط للإضاءة. لذلك يمكن للمصلين أن ينظروا إلى السماء وهم يصلّون في صحن المسجد. تمت الاستفادة من الجانبين الغربي والشرقي لإيجاد رفوف وطاق. في الجانب الشرقي تم إتاحة الوصول إلى الغرف الجانبية والخدمات وهو ما يتضح في تصميم المسجد.  
تشير المواد المستخدمة في الهيكل العام للمسجد في عام 1374 قمري إلى بناء الفترة المعاصرة.

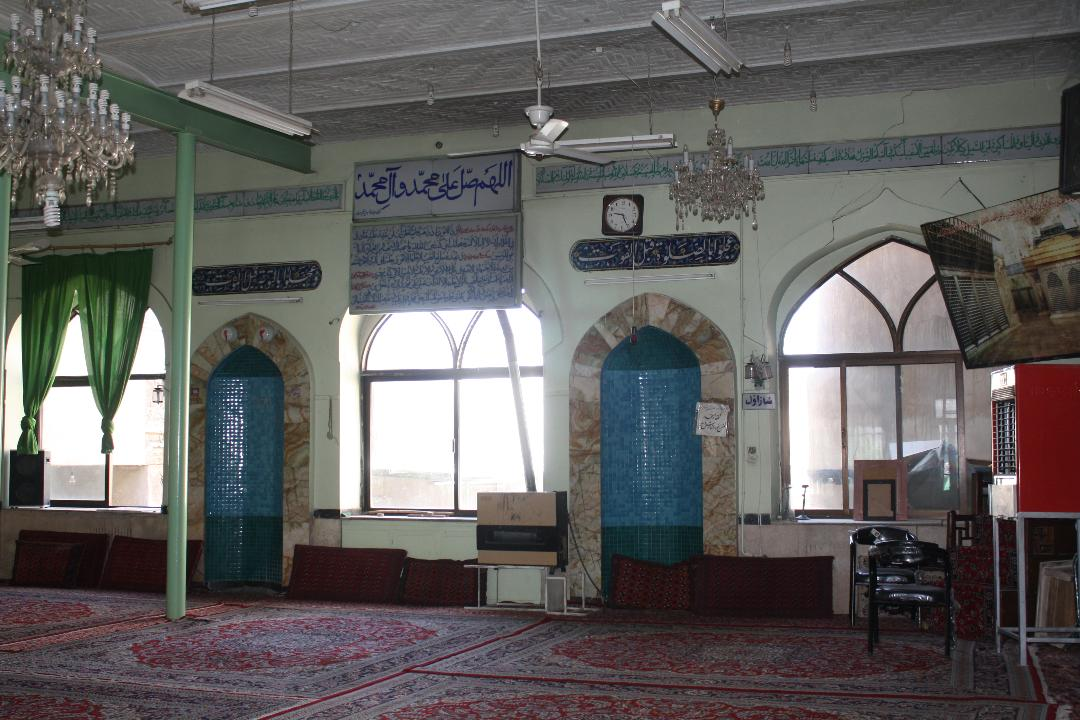
مذبحان للمسجد

إن محرابي المسجد اللذين جعلتا هذا المسجد مشهوراً يظهران في جهة القبلة على مسافة حوالي ثلاثة أمتار. ومن السمات المميزة لهذا المسجد يمكن أن نذكر أنه يحتوي على محرابين وهو المسجد الوحيد ذو المحرابين في خراسان الكبرى. أثناء صلاة الظهر يتم تحويل صحن المسجد إلى صحنين بستارة من القماش. الصحن الشرقي الذي به صحن جانبي للنساء، كان يُستخدم للزوار وعائلاتهم. كان الصحن الغربي مخصصاً للرجال فقط، مخصصاً لأهل السوق المحليين في أسفل الشارع. كما كان محرابا مسجد حوض معجردار في نفس الاتجاه ومتماثلان لأداء الصلاة بأذان واحد وفي صفي جماعة من المصلين مع إمامي جماعة وع مراعاة المسافة الشرعية.
في الصحن الشرقي صلاة المسافر للزائرين الذين تكون صلاتهم قصراً. في الصحن الغربي كانت تقام الصلاة لأهل السوق  وهي صلاة كاملة. في أوقات صلاة الصبح والمغرب والعشاء لم يكن الصحن يقسم إلى قسمين. لذلك فإن دراسة الهندسة المعمارية لهذا المسجد هو أمر يتطلب دراسات خاصة من قبل خبراء العمارة الإسلامية.
على الجانب الشرقي تم إنشاء الوصول إلى الغرف والخدمات الإضافية وهو أمر ملحوظ في مخطط المسجد. يحتوي المسجد على حمام وفناء خلفي يقع خلف القبة وهو جزء من ساحة المسجد. سقف المسجد من نوع لجملون متعدد الميول وله صفائح.
بناء خزان الماء:
إن تنفيذ مشروع إمداد المياه إلى مشهد من عين جيلاس (جلسب) على بعد 52 كم شمال غرب مشهد في السفوح الجنوبية لهزار مسجد في سهل طوس هو أحد الإجراءات العمرانية في العصر التيموري. تم تنفيذ مشروع تزويد مشهد بالمياه بجهود الأمير علي شير نوايي وزير شاهرخ التيموري. تم تجديد مشروع إمداد مياه عين جيلاس من العصر التيموري ودخل حيز التشغيل بعد سبعين عام في زمن الشاه عباس الأول الصفوي  (978-1038 قمریفي عام 1023 قمری بأسلوب هندسي واشراف عالي. يعد مشروع تزويد المياه هذا أحد المقاييس الهندسية الممتازة للفترة الصفوية. قدم نهرشاهي إمكانية الوصول إلى مياه الشرب المنعشة والنظيفة للزائرين والمجاورين.
دخلت مياه نبع جيلاس أو جلسب مشهد من غرب مشهد باسم نهر شاهي أو نهر خيبان. أمر الشاه عباس الأول بعدم السماح لأحد باستخدام نهر شاهي قبل وصول مياه نهر شاهي إلى الصحن العتيق في حرم الإمام الرضا (ع).
كان هيكل تخزين المياه في مسجد حوض معجردار من أوائل خزانات المياه في مشهد أسفل الشارع، حيث أتاح للجمهور استخدام مياه نهر شاهي بعد مرور مياهه عبر الصحن العتيق.
إن استقرار مستوى دخول خزان الماء يعود للعصر الصفوي ومتزامن مع عصر الشاه عباس الثاني يمكن ملاحظته بشكل كبير قبل دخول المسجد. يتكون قوس مدخل المبنى من قوس مسبق ونصف دائري مزين بمزيج من القرميد والبلاط ذي الألوان السبعة. يتم تثبيت القصائد المتعلقة بالمياه على مقدمة القوس ببلاط من الطوب. مسار الوصول إلى البخاخ عبارة عن سلسلة متدرجة بغطاء قوس يؤدي إلى نقطة تجميع المياه.  وصول مقسم المياه إلى الخزان يتم توفيره من خلف المسجد (الجانب الجنوبي). نظرًا إلى أن قوس خزان المياه تحت السطح فإنه من نوع الجنزير مع مزيج من الإيقاع والترتيب الروماني.
لا يزال من الممكن رؤية مستوى الماء الساخن من مسار المياه في أسفل الشارع على جسم الخزان. كانت تبلغ سعته حوالي 1000 متر مكعب من الماء. تشير مساحة الخزان بأبعاد 10 × 8 أمتار إلى الحجم الكبير لتخزين المياه وحجم استهلاك مياه الشرب في هذه المنطقة
يتم تجفيف هذا الخزان بالكامل وغسله مرتين كل شهر قمري، ثم وبالتنسيق والإدارة من قبل جميع السكان المحليين الذين أشرفوا على نظافة مياه نهر شاهي على طول الطريق. في وقت نزح ما الخزان تتم إضافة كمية صغيرة من الملح والفحم إلى المياه الجارية التي تدخل الخزان للمعالجة.  يتم أخذ مياه الخزان بحفل خاص يتضمن تلاوة الأدعية والذكر وتمنّي استعمال هذه المياه بسعادة وصحة، ثم يكملوا عمليات سحب الماء من الخزان.
السمات الخاصة للأثر:
1- القيمة المحلية والإقليمية للمبنى من منظور الزائرين والمجاورين.
2-هذا الأثر هو المسجد الوحد في مدينة مشهد الذي له محرابين بنفس الجهة.
3- تم بناء المسجد على خزان ماء يعود للعهد الصفوي.
4-  يحتوي هذا المبنى على نقوش إنشائية وحجرية تحمل موضوع خطاب الوقف.
5- أرضية وجدران الخزان معزولة بملاط الجير.

## القيمة الوطنية والتاريخية للعمل
- تم بناء خزان هذه المجموعة في الفترة الصفوية في العام الأول من عهد الشاه عباس الثاني أي ۱۰۵۲قمری، بأمر من الخواجة أمير بيك.
-كان خزان المياه في مسجد حوض معجردار من أوائل خزانات المياه التي تم فتحها لعموم الناس بعد دخول نهر شاهي إلى أسفل الشارع.
- حسب ما ورد في كتاب «مدرسة شاهبور» في كتيبة هذا الخزان، فإن التاريخ 1052 قمري الموجود عليه  كتبه علي رضا عباسي، وهو الخطاط الشهير في العصر الصفوي.
-كان خزان ماء حوض معجردار في الفترة الأولى لبنائه يوفر مياه الشرب لاستراحات القوافل في منطقة أسفل الشارع، يعني اماكن الاستراحة الأولى للقوافل التجارية وقوافل الزيارة. خزان ماء مسجد حوض معجردار من بين خزانات المياه الكبرى في إيران.
كان نظام تخزين المياه في خزان الماء التابع لهذه المجموعة مميزاً جداً، حيث يتم استخدام الرصاص في قاع الخزّان للمحافظة على البرودة. يشار إلى أنّ طبقة من الطوب الرقيق مع ملاط بين الرصاص ومياه الشرب في الخزان تخلق جداراً رقيقاً يبرّد الماء بسهولة من جهة، ويمنع التلوث بالرصاص من جهة أخرى. في عام 1380 قمري عندما كان يتم تمديد المياه في مشهد، قامت بلدية مشهد بملء هذا الخزان الكبير بالتربة الناعمة بسبب وجود الرصاص في قاع الخزان. لمنع المخاطر البيئية لسميّة الرصاص وكذلك المحافظة على هذا الهيكل التاريخي. منذ بداية بناء هذا الخزّان وحتى ملئه بالتربة، أي من منتصف الفترة الصفوية إلى منتصف الفترة البهلوية، كان هذا الخزان أهم مصدر لتوفير المياه لساكني منطقة أسفل الشارع (بايين خيايان) في مشهد وقوافل الزيارة والتجارة على طريق الحرير.
-منذ 184 عام مضت وحتى الآن وبحسب الوثائق المتوفرة فإن مسجد «حوض معجردار» كان مسجداً، ولهذا السبب فهو يعتبر من أقدم مساجد مشهد. وملك هذا المسجد هو ملك طلق، وقد اعتُبر له من أول يوم وهو مصون من أية شبهة. من عام 1052 قمري حتى اليوم يعني تخريب المسجد يعني 787 عام كل يوم تقام الصلاة اليومية بمنتهى الروعة وبالاستعانة بالله دون انقطاع.
-الهندسة المعمارية لهذا المسجد مميزة في كل خراسان. تبدأ مداخل المسجد بعداد وتحيط بالواجهتين الشمالية والجنوبية للمسجد نوافذ كبيرة.
-هذا المسجد هو المسجد الوحيد الذي له محرابان في خراسان الكبرى.
-تسمية هذا المسجد بحوض معجردار بسبب وجود بركة في السنوات الماضية لها درابزين خشبية وكان الناس يستخدمونها للوضوء.
- مشهد ليست مدينة قديمة. مشهد كمدينة متكاملة ليس لها تاريخ طويل. منذ حوالي اربعمائة سنة بدأ التطوير الحضاري لمدينة مشهد. لذلك فإن قِدَم هذا المسجد وعراقته تمت إعادة بنائه بشكل عام حوالي ثلاث مرات، وهو أمر مهم للغاية في تشكّل مدينة مشهد، ويمكن أن تكون معاصرة لتاريخ فصل بداية مشهد.
-بحسب السكان المحليين فإن هذا المسجد يُستجاب فيه الدعاء منذ القدم. إمام جماعة هذا المسجد له تاريخ طويل في أداء الصلاة في هذا المسجد لأكثر من خمسين عاماً. يفتخر القائمون بأعمال هذا المسجد أنهم كانوا القائمين على هذا المسجد لثلاثة أجيال.
-في عام 1354 قمري أصدر مجلس الوزراء في الفترة البهلوية الأولى تعليمات بتخصيص أربعة مساجد في أربعة أجزاء من المدينة من أجل إقامة مراسم التعزية بمعايير خاصة. كان مسجد حوض معجردار في أسفل الشارع أحد هذه المساجد الأربعة.
- في عام 1354 قمري لعب مسجد حوض معجردار دوراً أثناء انتفاضة كوهرشاد كمركز للقيادة والتنسيق ودعم الانتفاضة.
في ذلك الوقت كان الميرزا علي أقا فندرسي يتولى شؤون مسجد حوض معجردار. وقد لعب دوراً هاماً ونشطاً في انتفاضة كوهر شاد من خلال التعبئة والتحضير لنقل المزارعين من وقف عائلة نوكاريز إلى حرم الامام الرضا (ع) وإطعام الناس بشكل واسع في مسجد حوض معجردار طوال الأزمة والانتفاضة.
-نظراً إلى الموقع المكاني لمسجد حوض معجردار فقد كان أحد المحطات الهامة لبداية رسوم الدخول إلى الحرم الرضوي المقدس. مع العلم أنّ علماء الشيعة يزورون دائماً الحرم أسفل الرجل المقدسة للامام، يعني قسم أسفل الشارع إلى الحرم الرضوي المطهر.

## الأضرار التي لحقت بالمسجد
إن إعادة بناء المسجد في الفترة المعاصرة قد خلقت ظروفاً مناسبة له. إن استخدام مكونات ومواد غير مرغوب فيها وغير مألوفة في قسم المدخل، بالإضافة إلى وجود ملفات تعريف كعرض في الواجهة قد تسبب في الواقع بأضرار بصرية في هذا القسم.
فيما يتعلق بهذا المسجد لم يتم اتخاذ أي إجراء واضح ومحدد للمحافظة على أجزاء من الهيكل التاريخي له. فيما يتعلق بخزان الماء هناك حالة هيكلية مناسبة في قسم المدخل. تقتصر الحاجة إلى الترميم في هذا القسم على إجراءات تثبيت زخارف البلاط وكذلك ترميم الجدران والنجارة. تعرضت مساحة تخزين المياه في منطقة السطح للتلف، مما يتطلب إصلاحًا محليًا للسقف. من بين أولويات إجراءات الترميم المساعدة في الحفاظ على استقرار السقف إلى جانب ترميم الجدران الداخلية لمساحة تخزين المياه وكذلك تسهيل أجزاء إمدادات المياه. بالإضافة إلى التدابير الوقائية والمادية، فإن الظروف غير الملائمة للوصول إلى خزان المياه وإقامة النشاط الاقتصادي في قسم مدخل خزان الماء تعتبر أضرارًا مهمة في استخدام مساحة خزان المياه وزيارته.

## شرح الوضع الحالي للبناء
في شتاء 1439 قمري قام رئيس بلدية مشهد بهدم مسجد حوض معجردار بسبب خطة ترميم وتحسين بلدية مشهد، وعلى الرغم من التحذيرات المتكررة من الناشطين وخباء التراث الثقافي. تم هذا الإجراء بضغط من اصحاب المجمع التجاري المجاور لهذا المسجد.

## معرض صور

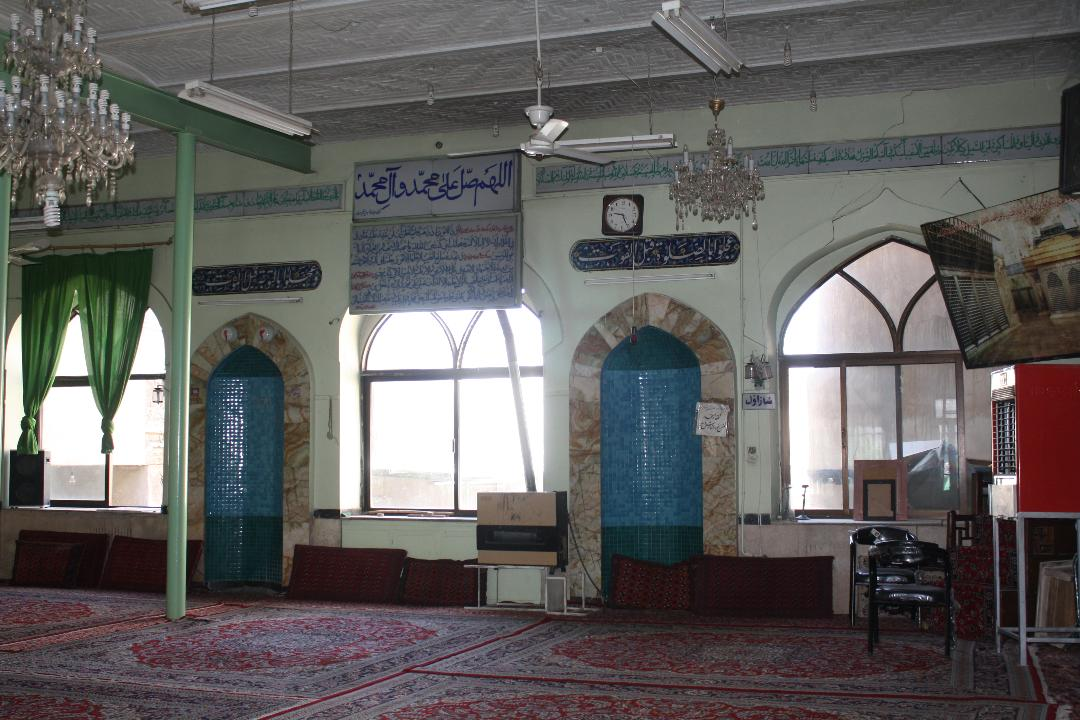
مذبحان في جسد واحد من جدار المسجد
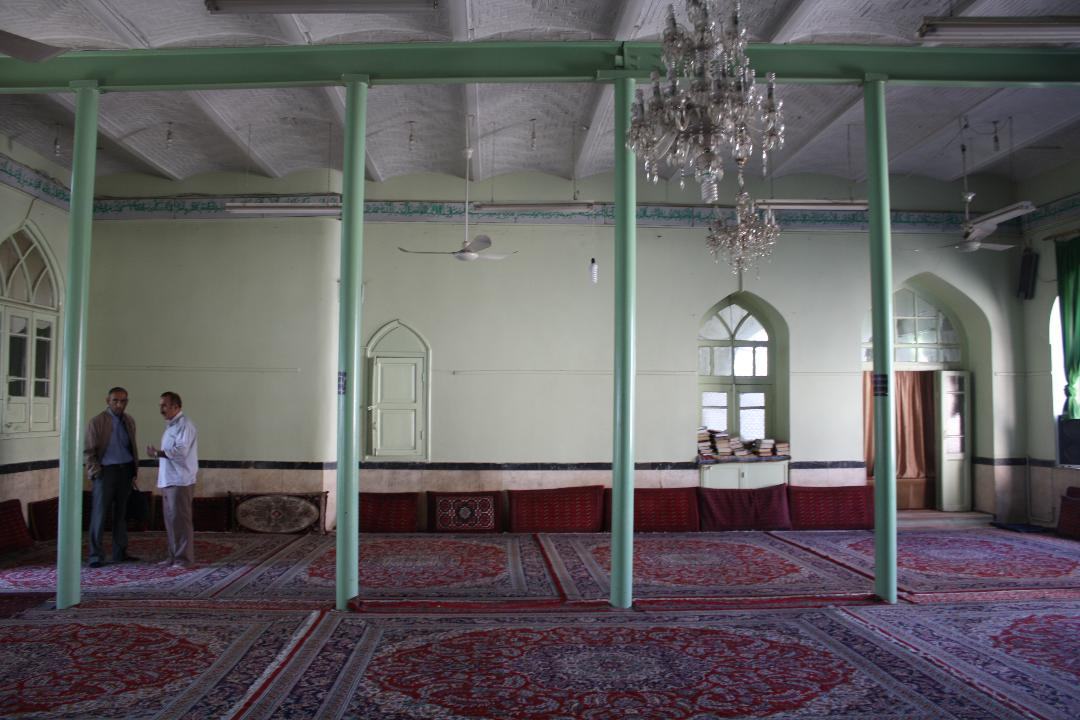
مساحة داخلية
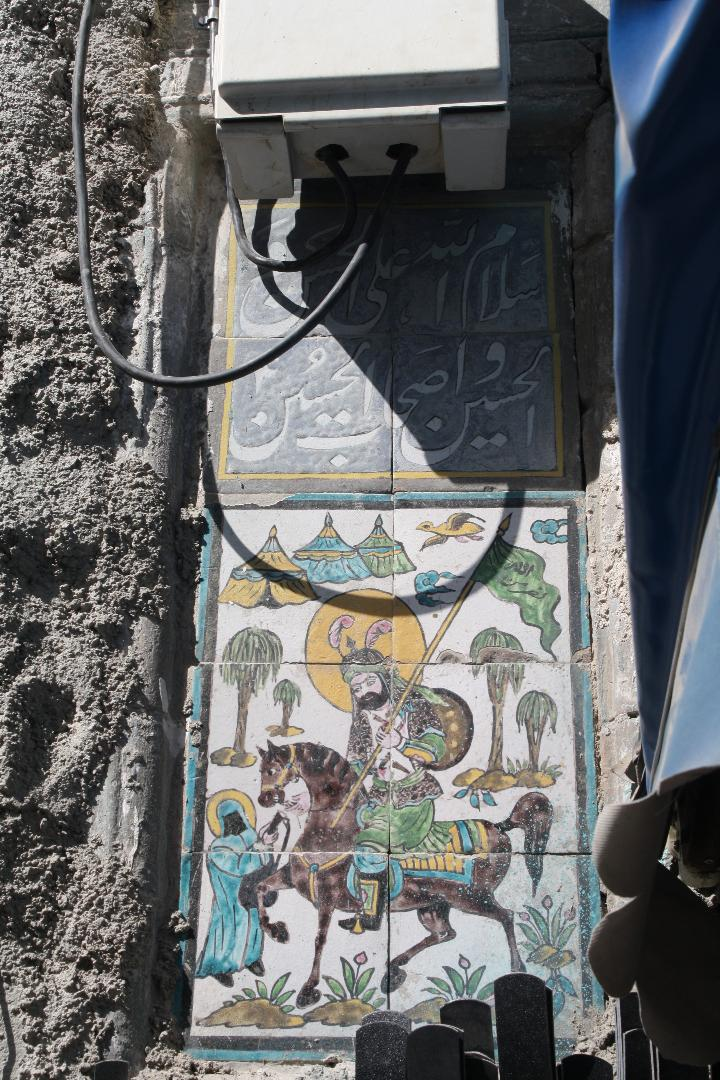
زخارف قرميدية بسبعة ألوان على جانبي مدخل مدخل تخزين المياه مأخوذة من حادثة كربلاء
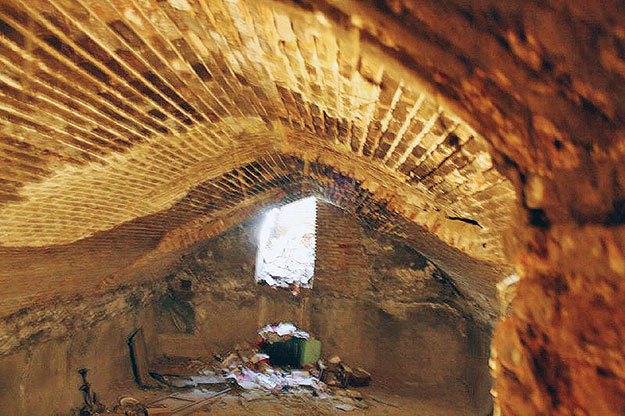
الصلاة في مسجد مهدم